# Axonolaimus geminus
Axonolaimus geminus is een rondwormensoort uit de familie van de Axonolaimidae.